# Коронні володіння
Коронні володіння (англ. Crown dependencies) — володіння монарха Великої Британії, які не входять до складу Сполученого Королівства, але не є при цьому заморськими територіями.

Коронні землі ніколи не мали статусу колоній. Це: бейлівіки Джерсі і Гернсі (Нормандські острови), а також Острів Мен в Ірландському морі.

Острів Мен розташований в Ірландському морі між Великою Британією й Ірландією, а бейлівіки Джерсі й Гернсі знаходяться в Ла-Манші на захід від півострова Котантен (Нормандія)

Кожна коронна територія має власні номерні знаки (GBG — Гернсі, GBA — Олдерні, GBJ — Джерсі, GBM — Острів Мен), доменне ім'я (.gg — Гернсі, .je — Джерсі, .im — Острів Мен), а також код ISO 3166-2 (GGY — Гернсі, JEY — Джерсі, IMN — Острів Мен), зарезервовані спочатку для Всесвітнього поштового союзу, а потім офіційно визнані Міжнародною організацією зі стандартизації 29 березня 2006 року.
Пошта Острова Мен випускає власні поштові марки, отримуючи істотний дохід від продажу спеціальних випусків колекціонерам. Гернсі, Джерсі і Острів Мен випускають банкноти і карбують монету. Ці банкноти мають обіг на території обох бейлівіків нарівні з англійськими фунтами і шотландськими банкнотами. Вони не є офіційним платіжним засобом у Великій Британії, проте часто їх все одно приймають.

## Політичний статус
Жодне з коронних володінь не входить до складу Сполученого Королівства — кожне з них є самоврядованою територією. Не входять коронні володіння і в Європейський Союз. Всі три коронні володіння є членами Британсько-Ірландської Ради. З 2005 року на чолі уряду кожне з коронних володінь має головного міністра. Коронні володіння не є незалежними державами, законодавча влада на цих територіях належить виключно британському Парламенту. Британський монарх в кожному з володінь представлений лейтенант-губернатором (зараз це головним чином церемоніальна посада).
Коронні володіння разом із Сполученим Королівством становлять Британські острови. З погляду британського законодавства, про громадянство, їх розглядають як частину Сполученого Королівства. Проте вони мають право самостійно вирішувати питання забезпечення житлом і працевлаштування (в цьому відношенні жителі Великої Британії розглядаються тут нарівні з іноземними громадянами).

### Гернсі
Бейлівік (територія под юрисдикцією бейліфа) Гернсі (англ. The Bailiwick of Guernsey) включає острови Гернсі, Сарк, Олдерні і Герм. Місцевий парламент має назву Штати Гернсі (англ. States Guernsey або States of Deliberation).
Деякі з островів наділені відносною автономією. Острів Сарк є залишком феодального володіння, під владою Сеньйора (англ. Seigneur of Sark), має парламент (Головні палати, англ. Chief Pleas). На острові Олдерні також є парламент (Штати) і президент.

### Джерсі
Бейлівік Джерсі складається з острова Джерсі і декількох незаселених островів довкола нього.
Місцевий парламент має назву Штати Джерсі (англ. States of Jersey). Згідно із Законом про штати 2005 року в Джерсі з'явився пост головного міністра, скасовані повноваження бейліфа заявляти особливу думку з приводу постанов штатів, а також право вето лейтенанта-губернатора (що представляє королеву). Крім того новий закон передбачає, що жоден акт британського Парламенту або королівський указ, що стосується Джерсі, не застосовуватиметься без обговорення штатами.

### Острів Мен
Парламент Острова Мен — Тинвальд (англ. Tynwald) претендує на звання найстаршого з нині чинних — перший раз він був скликаний у 979 році (ісландський Альтинг з'явився в 930 році, проте не скликався в 1799–1844 роках). Тинвальд складається зі всенародно обраної Палати коммонерів (англ. the House of Keys) та обраної непрямим голосуванням Законодавчої ради (англ. Legislative Council); які можуть засідати окремо або спільно. Видає законодавчі акти, відомі як «акти тинвальду». На острові формується рада міністрів (англ. Council of Ministers), яку очолює головний міністр (англ. Chief Minister).